# Nơi trú ngụ
Nơi trú ngụ (Refuge) là một khái niệm trong sinh thái học trong đó một sinh vật được bảo vệ và che chở khỏi sự săn mồi bằng cách ẩn náu trong một khu vực, địa điểm không thể tiếp cận hoặc không thể dễ dàng tìm thấy. Nơi trú ngụ còn gọi là chốn nương náu hay nơi khu trú hay nơi trú ẩn hay nơi ẩn náu hoặc tùy theo ngữ cảnh. Do tính năng động của quần thể, khi có nơi trú ẩn, quần thể của cả kẻ săn mồi và con mồi đều cao hơn đáng kể và có thể hỗ trợ nhiều loài hơn đáng kể trong một khu vực. Nơi ẩn náu và đa dạng sinh học có mối quan hệ hữu cơ và biện chứng với nhau. Việc tìm nơi trú ngụ để ẩn náu là một trong những tập tính của động vật, đó chính là tập tính lẩn trốn/chạy trốn khỏi kẻ săn mồi thông qua việc tránh xa chúng tốt nhất có thể và cũng là cơ chế tự vệ của động vật trong quá trình đấu tranh sinh tồn giúp chúng sống sót và sinh tồn.

## Điạ điểm
Các rạn san hô là minh chứng ấn tượng nhất về tác động sinh thái của các loài ẩn náu. Các rạn san hô phong phú là nơi ẩn náu và dung thân của khoảng 25% các loài sinh vật đại dương, mặc dù những rạn san hô như vậy chỉ chiếm 0,1% diện tích bề mặt đại dương. Mặt khác, trong vùng biển mở được chiếu sáng bằng ánh sáng mặt trời ngay ngoài khơi, không có nơi nào để ẩn náu khỏi các loài săn mồi, và cả sự đa dạng và số lượng sinh vật trên một đơn vị diện tích đều thấp hơn nhiều. Ngoài ra, các rạn san hô tăng cường sự đa dạng phi địa phương bằng cách cung cấp bãi đẻ và môi trường sống ẩn náu cho cá con sẽ sống trong đại dương khi trưởng thành.
Rừng nhiệt đới là môi trường nương náu quan trọng cho các quần thể động vật. Sự đa dạng của các loài trong rừng nhiệt đới cũng một phần lớn là kết quả của sự đa dạng và nhiều nơi ẩn náu trong rừng nhiệt đới. Rừng Việt Nam che chở hơn hai chục loài linh trưởng - vượn, khỉ, cu li và voọc và cho cả hệ động vật Việt Nam. Hiện nay, các khu rừng nhiệt đới là nơi trú ẩn của một nửa số sinh vật hiện tồn tại trên Trái Đất cũng đang bị thu hẹp hàng trăm nghìn ha mỗi năm. Các quần thể hoang dã của khu rừng, đã hoàn toàn bị bao vây và hủy hoại vì dân số bùng nổ. Động vật cũng bị bắn, hoặc bắt sống một cách tràn lan đến nỗi các công viên quốc gia và các khu vực tự nhiên khác đang đối diện với thực trạng rừng trống rỗng. 

## Phân loại

### Nơi ẩn trốn

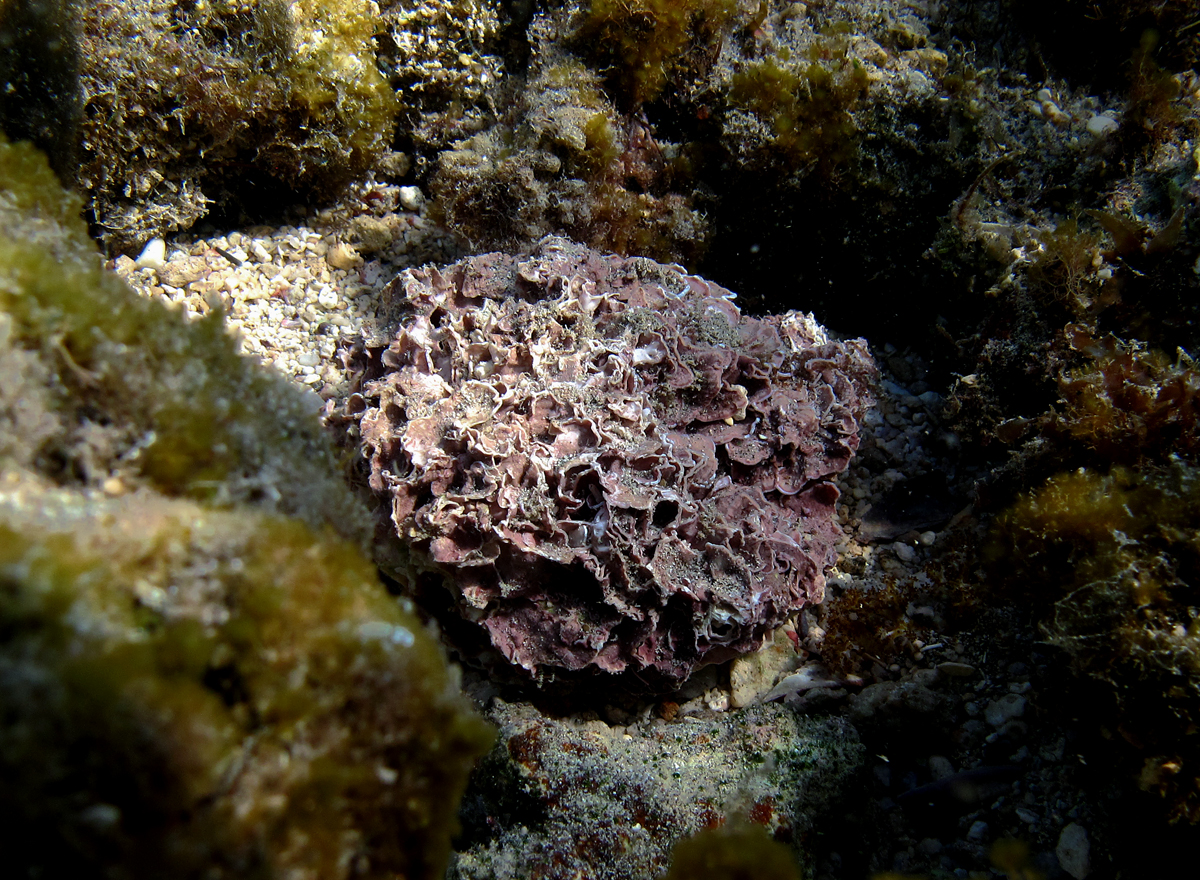
Rạn san hô cung cấp nơi trú ẩn cho các loài thủy sinh

Nơi ẩn náu dựa trên việc trốn tránh động vật ăn thịt: Động vật bị săn mồi thường duy trì số lượng quần thể lớn hơn khi chúng có nơi ẩn náu về mặt vật lý để khỏi sự săn mồi hoặc tránh mặt chúng. Ví dụ, chuột duy trì mật độ số lượng cao hơn nếu chúng có nơi trú ẩn như cỏ cao, um tùm cho phép chúng ẩn náu hoặc qua mặt khỏi những kẻ săn mồi như cú và mèo. Các loài chim biển thường có đàn làm tổ trên các đảo nhưng không phải ở các địa điểm gần đó, có vẻ thích hợp hơn ở đất liền. Các hòn đảo thiếu các loài động vật có vú ăn thịt hay có mặt trên đất liền chẳng hạn như mèo, chó và chuột, nếu có thì tất cả chúng thường tiêu diệt các đàn chim biển. Các loài vật khác, ví dụ hươu chuột có thể dùng các vũng nước làm nơi trú ẩn.
Bãi săn đã được cố ý sử dụng để gia tăng quần thể các loài thú săn, ví dụ như các loài nai, trong ít nhất một thế kỷ. Việc hạn chế những cuộc săn bắn của con người trong một khu vực tương đối nhỏ cho phép quần thể phục hồi tổng thể. Nguyên tắc tương tự cũng áp dụng cho nghề cá, nơi khai thác và đánh bắt nhiều cá hơn khi có nơi trú ẩn gần đó được bảo vệ khỏi sự săn bắt của con người dưới dạng khu bảo tồn thiên nhiên, dẫn đến sản lượng đánh bắt cao hơn so với khi toàn bộ khu vực được mở cửa cho việc đánh bắt. Trong các hệ thống do con người quản lý như thế này, các khu vực bị săn bắn nghiêm trọng đóng vai trò như một hố chìm trong đó động vật bị giết chết nhanh hơn khả năng sinh sản và phục hồi, nhưng được thay thế bằng động vật di cư từ khu bảo tồn thiên nhiên được bảo vệ ra.

### Nơi di trú
Nơi ẩn náu dựa trên sự di trú: Nhiều động vật bị săn mồi di cư một cách có hệ thống giữa các nơi ẩn náu và các bãi kiếm ăn phong phú, theo các mô hình giảm thiểu khả năng chúng bị bắt bởi những kẻ săn mồi. Cuộc di cư lớn nhất theo sinh khối là cuộc di cư của đại dương, trong đó một lượng lớn sinh vật ẩn náu trong độ sâu không ánh sáng của đại dương mở, phát sinh sau khi trời tối để tiêu thụ thực vật phù du. Điều này cho phép chúng tránh được những loài cá săn mồi lớn ngoài đại dương, vì những loài săn mồi này chủ yếu là những kẻ săn mồi bằng mắt và cần ánh sáng để bắt mồi hiệu quả. Các kiểu di cư tương tự cũng xảy ra ở nước ngọt. Ví dụ, cá rô châu Âu nhỏ di cư hàng ngày theo chiều ngang ở một số hồ ở Phần Lan. Vào ban ngày, chúng di chuyển khỏi các khu vực thực vật nơi có mối đe dọa ăn thịt ở vùng nước trong là rất lớn, đến các khu vực nước mở đục hơn, di chuyển trở lại vào ban đêm vì có nhiều sinh vật phù du hơn trong số các loài thực vật thủy sinh. 

### Nơi hẻo lánh
Nơi nương náu dựa trên sự hẻo lánh: Sử dụng nơi ẩn náu làm giảm khả năng tuyệt chủng của các loài. Đã có một số sự kiện tuyệt chủng hàng loạt. Trong một số thời gian này, cư dân của đại dương sâu đã được miễn nhiễm tương đối. Ví dụ, loài cá Coelacanth là một loài còn sót lại của một nhóm cá từng phổ biến một thời là Sarcopterygii, đã biến mất khỏi vùng biển nông vào thời điểm tuyệt chủng kỷ Creta–Paleogen cách đây 66 triệu năm, chỉ còn lại một vài loài sống sót. Nhiều đơn vị phân loại san hô đã sử dụng đại dương sâu thẳm làm nơi ẩn náu, chuyển từ vùng nước nông sang vùng nước sâu và ngược lại trong lịch sử tiến hóa của chúng. Bằng cách phát triển cánh và bay, côn trùng đã khai thác không khí như một nơi ẩn náu, một nơi an toàn trước những kẻ săn mồi trên mặt đất; chiến lược tiến hóa thành công này đặt vị thế côn trùng trên con đường chiếm vị trí thống trị địa cầu mà chúng nắm giữ ngày nay.

### Kích cở
Nơi ẩn náu dựa trên kích cở: Nơi ẩn náu của những kẻ bị săn mồi thường phụ thuộc vào kích thước của con mồi, nghĩa là những cá thể dưới hoặc hơn một kích thước cụ thể không thể bị kẻ săn mồi ăn thịt. Các cá thể nhỏ có nhiều khả năng có thể ẩn mình trong một số lỗ tự nhiên hoặc một cái hốc, hoặc nếu, giống như những con hà, chúng sống trên bề mặt lộ thiên, không quan tâm đáng kể đến những kẻ săn mồi như sao biển vì kích thước nhỏ của chúng. Một ví dụ khác là cá điêu khắc Tidepool, chúng trú ẩn trong các hòn non bộ nhỏ khi thủy triều rút, do đó lợi dụng kích thước nhỏ của nó và tránh những loài cá lớn hơn ăn thịt. Các cá thể lớn có thể thoát khỏi động vật ăn thịt do quá lớn để bị tiêu thụ hoặc kích thước của chúng cho phép chúng sống trong những khu vực không có động vật ăn thịt.
Thông thường những cá thể lớn hơn vẫn có thể bị tiêu thụ bởi những kẻ săn mồi, nhưng những kẻ săn mồi sẽ thích những con mồi nhỏ hơn vì chúng đòi hỏi ít công việc hơn (xử lý) và kẻ săn mồi ít có khả năng bị thương bởi những cá thể nhỏ. Dẫn đến phải tốn nhiều công sức hơn xét trên một bữa ăn. Một ví dụ là tôm hùm đá có thể ăn những cá thể lớn thuộc lớp vỏ có lông màu hồng, nhưng sẽ ưu tiên tiêu thụ những cá thể nhỏ khi được lựa chọn. Một số loài vẹt đuôi dài thoát khỏi những kẻ săn mồi bằng cách định cư xa hơn lên bờ, tránh xa những kẻ săn mồi. Loài sao biển cũng chọn chỗ mà ở đó sao biển không thể tiếp cận chúng khi thủy triều rút, cũng như không thể khoan qua vỏ của chúng vì chúng bị ngập nước không đủ thời gian trong mỗi chu kỳ thủy triều. Trong tình huống này, kích thước là nơi ẩn náu của chính nó, trong đó nó cho phép những con barnacle thoát khỏi sự khô cằn trong những trường hợp có thể gây chết cho những cá thể nhỏ hơn.